# Przysadka mózgowa

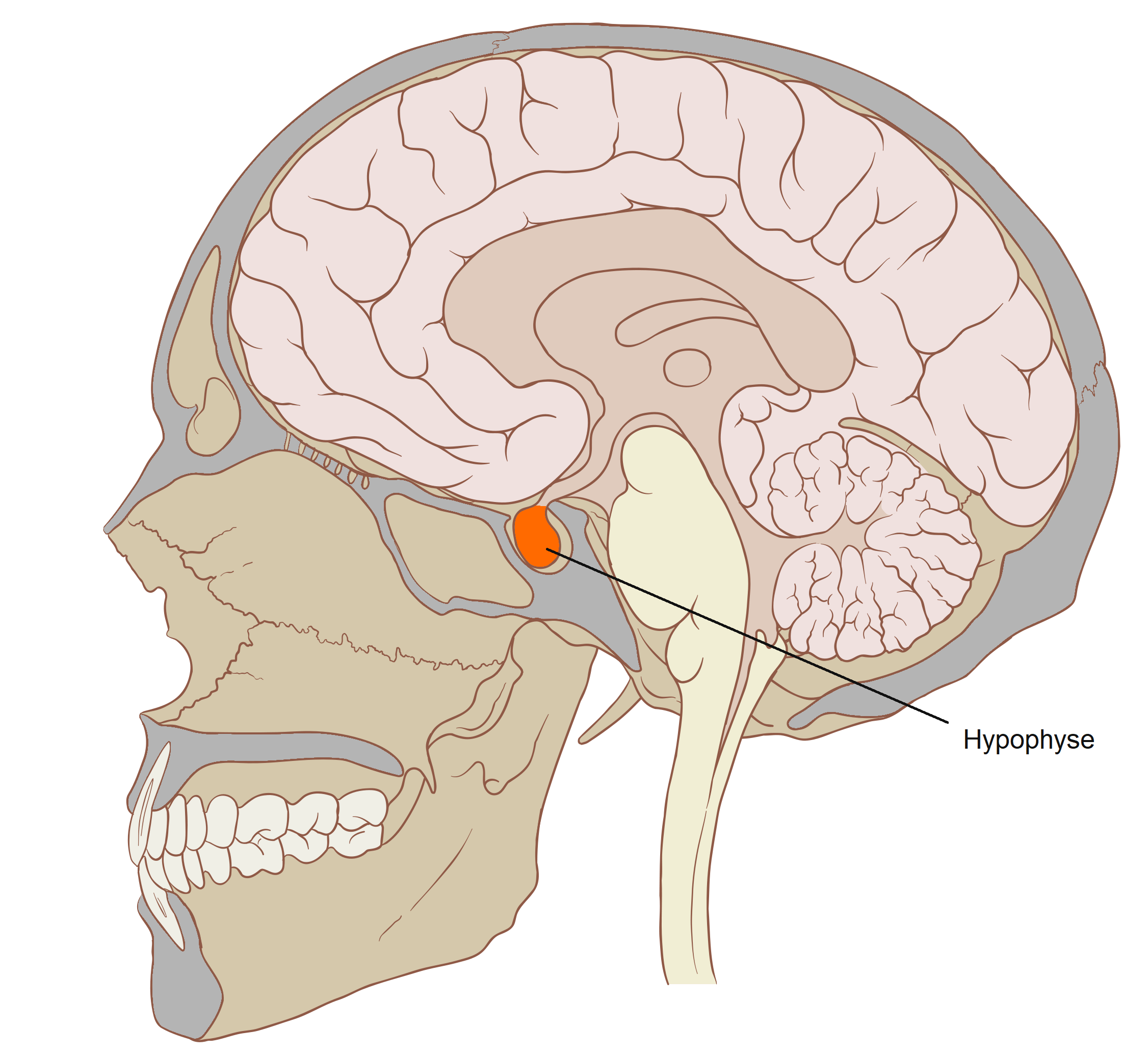
Lokalizacja przysadki mózgowej u człowieka (przekrój strzałkowy)

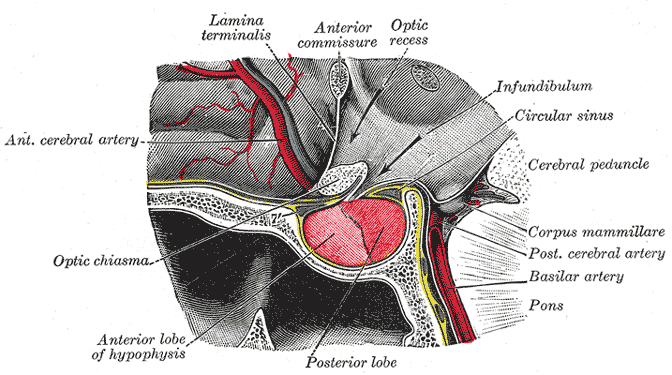
Położenie przysadki mózgowej w siodle tureckim w środkowym dole czaszki

Przysadka mózgowa, przysadka (łac. hypophysis, glandula pituitaria) – gruczoł dokrewny występujący u wszystkich kręgowców, wywodzący się z ektodermy, którego funkcją jest wytwarzanie i wydzielanie hormonów.
Jest ona zlokalizowana wewnątrz czaszki w dole przysadki (łac. fossa hypophysialis) – części kostnego zagłębienia nazywanego siodłem tureckim (łac. sella turcica), obustronnie otacza ją zatoka jamista (łac. sinus cavernosus), a przykrywa przepona siodła (łac. diaphragma sellae). Przysadka jest ściśle funkcjonalnie związana z częścią mózgu – podwzgórzem.
Przysadka dzieli się na trzy części: przednią (adenohypophysis), środkową i tylną. Część przednia i środkowa powstały z nabłonka wyścielającego podniebienie wtórne, natomiast część tylna powstała z podwzgórza i funkcjonalnie jest jego częścią: nie wytwarza ona własnych hormonów, a jedynie magazynuje i uwalnia oksytocynę i wazopresynę (hormon antydiuretyczny). Przedni płat przysadki o różowawym zabarwieniu ma w przekroju poprzecznym kształt nerki.
Niedoczynność przysadki powoduje karłowatość i upośledzenie rozwoju biologicznego. Nadczynność natomiast objawia się gigantyzmem i przedwczesną dojrzałością płciową (w wieku dziecięcym) albo akromegalią (u dorosłych).

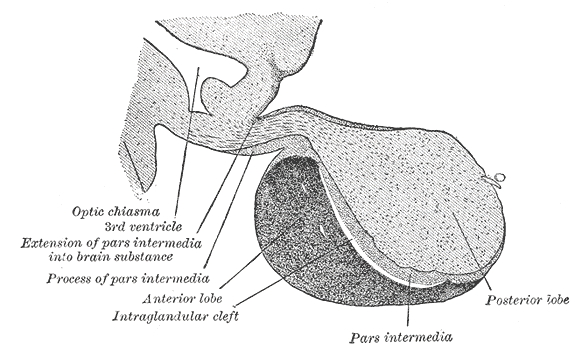
Półschematyczny przekrój strzałkowy przez małpią przysadkę

Część przednia (gruczołowa) wydziela:
- hormon wzrostu (GH) odpowiedzialny za rozrost organizmu, transport aminokwasów i syntezę białek, wzrost poziomu glukozy we krwi, rozkład tłuszczów zapasowych oraz zatrzymanie jonów wapniowych i fosforanowych potrzebnych do rozrostu kości;
- prolaktynę (PRL) – u kobiet zapoczątkowuje i podtrzymuje wydzielanie mleka (laktacja), a u kobiet karmiących hamuje wydzielanie estrogenu blokując menstruację i owulację;
- hormon adrenokortykotropowy ACTH wzmaga wydzielanie hormonów przez korę nadnerczy;
- hormon tyreotropowy TSH – pobudza tarczycę do wydzielania trijodotyroniny i tyroksyny, czyli pobudza metabolizm. Występuje między tymi gruczołami zasada sprzężenia zwrotnego, tzn. zwiększenie stężenia TSH powoduje zwiększenie stężenia T4 (tyroksyna) i T3 (trójjodotyronina), których zwiększenie stężenie we krwi powoduje zmniejszenie wydzielania TSH.
- hormon folikulotropowy FSH – u kobiet pobudza wzrost i dojrzewanie pęcherzyka jajnikowego oraz wydzielanie estrogenu, u mężczyzn pobudza spermatogenezę;
- hormon luteinizujący LH – u kobiet podtrzymuje jajeczkowanie i produkcję progesteronu, a u mężczyzn pobudza produkcję testosteronu;
- endorfiny PEA.

Część środkowa wydziela:
- melanotropinę (MSH) – pobudza komórki barwnikowe skóry do syntezy melaniny.
- Proopiomelanokortynę ciętą na ACTH, lipotropinę (LPH) – powoduje lizę komórek tłuszczowych, a także MSH[6]

Część tylna (nerwowa) magazynuje:
- oksytocynę – wspomaga zapłodnienie oraz powoduje skurcze mięśni macicy, co ma znaczenie podczas akcji porodowej;
- wazopresynę ADH (hormon antydiuretyczny) – powoduje wzmożone wchłanianie zwrotne wody w nefronach, zmniejszając tym samym ilość moczu. Zapobiega odwodnieniu.

Hormony części tylnej przysadki są syntetyzowane w okolicy podwzgórzowej przedniej.